# Csíksomlyói Barátok fürdője
A csíksomlyói Barátok fürdője a Kissomlyó-hegy északnyugati lábánál fakadó borvízforrástól délre, 50 méter távolságra található.

## Története

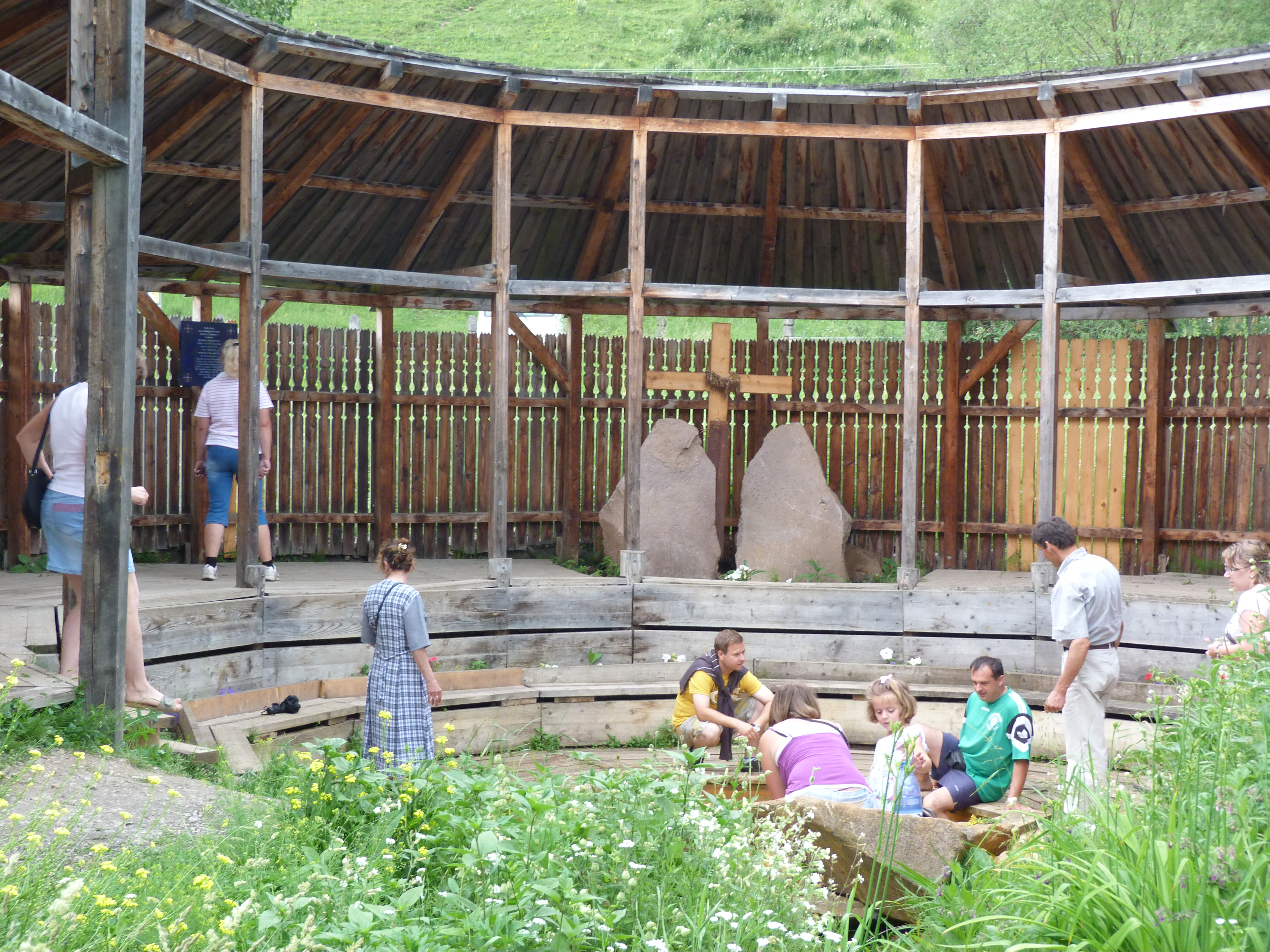
Barátok feredője - Csíksomlyó, 2013

A csíksomlyói kegytemplom mögötti területen a ferences kaszáló helyén fakadó forrás vizét a csíksomlyói ferences barátok medencébe fogták, és magánfürdőt alakítottak ki, amelyet Barátok feredőjének neveztek.
Vitos Mózes a Csikmegyei füzetek című könyvében így ír a fürdőről:
„...bő forrással buzog fel a Szentferenczrendiek kaszáló helyén az ugyneveztt „barátok fürdője”, melyet az ősi Szentfereczrend tagjai állandóan jól bekeritve és jó karban tartva használnak. Jelenleg a használati jog fenntartása mellett a fürdő át van adva egy somlyói intelligentiából alakult részvénytársaságnak, mely társaság által gondoztatik és tartatik fenn.
A kihülésből keletkező különféle bajokban a legrégibb időktől fogva sokan eredménynyel használták és használják.”
Imets Fülöp Jákó szerint a szerzetesek a fürdőt „lábvontatásra használták”, mivel annak vize csúzos bántalmak ellen igen hatásos volt.
Bányai János a Székelyföld írásban és képben című 1941-ben kiadott könyvében olvasható:
„Híres nevezetes a nagy köpübe foglalt „ Somolyai borvíz”, amelyet korsókban szállítanak be az előfizető megrendelőknek minden reggel a házhoz. Alatta egy deszkabódés borvizes medence is van, a Barátok feredeje.”
Csajághy Vilmos Az 1941-1942-es évi erdélyi ásványvízkutatások című tanulmányában így ír a csíksomlyói ferencesek fürdőjéről:
„deszkával kibélelt 3x6 m-es medence. A leeresztett medence aljáról feltörő víz szabad szénsavtartalma: 1400 g. Kénhidrogén: 0, 0017 g. A víz hőfoka: 15, 4 °C. Az erős gázfejlődéstől a vize állandóan zavaros.”
Az 1980-as években a csíksomlyói Barátok fürdőjének korhadt fagerendás medencéje még állott, de később a medencét betemették.
Az eltelt közel 150 év alatt a Mária-forráson kívül nem maradt meg semmi az egykori Barátok fürdőjéből.

## A felújított Barátok fürdője
A 2006 augusztusában felújított borvízfürdő visszakapta régi nevét és helyét, amelyet a szépen kialakított zarándokkertben állítottak fel.
A mai Barátok fürdőjéhez kanyargós ösvényen lehet eljutni. A Mária-forrás melletti részen található a tulipán alakú, deszkával bekerített fedett új fürdő, amely egy bővizű forrásra épült, ahol egykor a régi Barátok fürdője állott.
A hatszögű medence a tulipán épület közepén kapott helyet. A kertben kialakítottak még egy kisebb lábáztató medencét, amelynek közelében van a fűzfából megformázott Köpenyes Madonna, vagyis a Fűz Mária.
Az út szélén egy fenyő alakú életfa látható, a mögötte lévő székelykapu jobb oldali bejáratán át a Rózsafüzér-ösvényre lehet eljutni, ahol az Úr imádsága és az Angyali üdvözlet olvasható.
Ugyancsak ezen a részen van elhelyezve a Nap- és a Holdóra, amelyeknek biblikus jelentésük van. A tizenkét apostol neve székely róvásírással van bevésve, a középponthoz legközelebb János evangélista neve olvasható.
A kert utolsó dísze a kifele hajló, papi süveget jelképező füzfakorona.
A csíksomlyói kegyhelyen, a székelyföldi vallási turizmus legjelentősebb színhelyén, a szent hegynek nevezett Kissomlyó-hegy, a Jézus-hágója mellett ma már a Barátok fürdője is a katolikus székelyek zarándokhelyévé vált.